# گیاهان دربرابر زامبی‌ها: قهرمانان
گیاهان دربرابر زامبی‌ها قهرمانان (به انگلیسی: Plants vs. Zombies Heroes) یک بازی کارت جمع‌آوری دیجیتال در گیاهان دربرابر زامبی‌ها است که توسط پاپ کاپ گیمز ساخته و توسط الکترونیک آرتس منتشر شده‌است. در تاریخ ۱۰ مارس ۲۰۱۶، قبل از اینکه در ۱۸ اکتبر ۲۰۱۶ به صورت بین‌المللی منتشر شود، در برخی از کشورها با آی‌اواس راه اندازی شد. این اولین نسخه موبایل در سری گیاهان دربرابر زامبی‌ها است که در آن بازیکنان می‌توانند به عنوان گیاه یا زامبی بازی کنند.

## گیم پلی بازی
در گیاهان دربرابر زامبی‌ها قهرمانان، هر بازیکن با استفاده از کارت‌های مجموعه خود، با یک عرشه ۴۰ کارته که از قبل انتخاب کرده‌اند، شروع می‌کند. منطقه بازی دارای پنج خط است که ممکن است بعضی از آنها مرتفع یا با مایع پر شده. یک کارت را می‌توان در هر خط خالی قرار داد (مگر اینکه کارت دارای ویژگی "Team Up" باشد، در این حالت ۱ کارت "Team Up" را می‌توان در همان خط کارت عادی بازی کرد که حداکثر ۲ کارت در هر خط باشد). فقط کارتهای "آمفیبیوس" را می‌توان در مسیرهای پر از مایع قرار داد. هر کارت هزینه متفاوتی برای بازی دارد و مانند بازی‌های قبلی این سری، بازیکن گیاه از ارز خورشید و زامبی‌ها از مغز استفاده می‌کند. هر بازیکن و کارت از سلامت خاصی برخوردار است و اگر سلامتی خود را از دست بدهد شکست خواهد خورد. هر دور از چهار مرحله تشکیل شده‌است: بازی زامبی، بازی گیاهان، ترفندهای زامبی و مبارزه. وقتی زندگی یکی از بازیکنان به ۰ می‌رسد، آن وقت بازیکن مقابل برنده می‌شود. گیاهان و زامبی‌ها دارای ۱۱ قهرمان قابل بازی هستند (که قبلاً ۱۰ نفر بودند)، هر یک از آنها ویژگی‌های منحصر به فرد خود را دارند، برخی از آنها در ابتدا در گیاهان دربرابر زامبی‌ها: جنگ باغ، گیاهان دربرابر زامبی‌ها: جنگ باغ ۲، گیاهان دربرابر زامبی‌ها ۲ یا ماجراهای گیاهان دربرابر زامبی‌ها حضور داشتند. جوایز، جوایز و چالش‌های مختلف در دسترس است که به بازیکن امکان می‌دهد ارز درون بازی را بدست آورد که کارت‌های بیشتری برای مجموعه خود بدست آورد. کارتها ممکن است دارای صفاتی نیز باشند. اینها به آنها امکان می‌دهد توانایی‌های ویژه ای مانند آسیب رساندن به دشمنان مختلف، یا مصون بودن از ترفندها و غیره را داشته باشند. خریدهای درون برنامه ای نیز در دسترس است.
گرچه این بازی ممکن است شبیه قلب سنگی به نظر برسد، اما ویژگی‌هایی دارد که آن را متمایز می‌کند. اولین مورد این طراحی هنری به سبک کمیک است که به همراه بازی موسیقی متن فضای بسیار متفاوتی از فضای موجود در قلب سنگی ایجاد می‌کند. اکثر گیاهان و زامبی‌ها فقط می‌توانند در لاین خود به دشمنان حمله کنند. قهرمانان دارای «بلوک متر» هستند که برای جلوگیری از حملات استفاده می‌شود. علاوه بر این، ارزهای درون بازی را می‌توان با سهولت و سرعت بیشتری نسبت به قبل سنگی کسب کرد. با تماشای تبلیغات یا انجام ماموریت‌ها، کاربران می‌توانند قفل بسته‌ها را با نرخ بالاتر از آنچه در قبل سنگی می‌توانستند باز کنند.

### مجموعه کارت
جدول زیر انتشارات مجموعه کارت را با توجه به نام، نوع، تاریخ انتشار و تعداد کارت نشان می‌دهد.
| تنظیم نام      | تاریخ انتشار   | کل کارتها | گیاهان | زامبی‌ها |
| -------------- | -------------- | --------- | ------ | ------- |
| پریمیوم        | ۱۰ مارس ۲۰۱۶   | ۱۹۰       | ۹۵     | ۹۵      |
| باغ‌های کهکشانی | ۸ ژوئن ۲۰۱۷    | ۱۰۰       | ۵۰     | ۵۰      |
| فسیل‌های عظیم   | ۹ اکتبر ۲۰۱۷   | ۵۰        | ۲۵     | ۲۵      |
| پیروزی سه‌گانه  | ۳۰ ژانویه ۲۰۱۸ | ۵۰        | ۲۵     | ۲۵      |

به غیر از کارت‌های این مجموعه‌ها، کارت‌های ابرقدرت، کارت‌های پایه و کارت‌های رویداد وجود دارد.
کارتهای اساسی کارتهای رایج هستند که با باز شدن قفل کلاس کاراکترها داده می‌شوند. بازیکنان می‌توانند کارت رویدادها را از رویدادهای هفتگی به دست آورند. اتمام چالش‌های روزانه و برنده‌های روزانه بلیط کسب می‌کند، که می‌تواند برای خرید کارت‌های رویداد استفاده شود. در حال حاضر، ۳۱ کارت رویداد گیاهی و ۳۲ کارت رویداد زامبی وجود دارد.

## بازخورد
| گردآورنده | امتیاز |
| --------- | ------ |
| متاکریتیک | ۸۶/۱۰۰ |

گیاهان دربرابر قهرمانان زامبی با انتقادات مثبت منتقدان منتشر شد و در وب سایت متاکریتیک جمع‌آوری امتیاز، امتیاز «به‌طور کلی مطلوب» را بدست آورد.